# Vysočina (Chrudimi járás)
Vysočina település Csehországban, a Chrudimi járásban. Vysočina Slavíkov, Ctětín, Hlinsko, Miřetice, Trhová Kamenice, Včelákov, Vítanov, Všeradov, Ždírec nad Doubravou és Libice nad Doubravou településekkel határos. Lakosainak száma 697 fő (2024. január 1.).

## Népesség
A település lakosságának változását az alábbi diagram mutatja:
| Lakosok száma | 1499 | 1398 | 1501 | 1022 | 834  | 707  | 695  | 681  | 696  | 697  |
|               | 1869 | 1890 | 1921 | 1950 | 1980 | 2001 | 2017 | 2019 | 2022 | 2024 |